# Liste der Monuments historiques in Cadaujac
Die Liste der Monuments historiques in Cadaujac führt die Monuments historiques in der französischen Gemeinde Cadaujac auf.

## Liste der Bauwerke
| Bezeichnung      | Beschreibung                          | Standort | Kennzeichnung | Schutzstatus | Datum | Bild           |
| ---------------- | ------------------------------------- | -------- | ------------- | ------------ | ----- | -------------- |
| Schloss Malleret | Erbaut 1870                           | (Lage)   | PA00083872    | Inscrit      | 1989  | weitere Bilder |
| Schloss Saige    | Erbaut im 18./19. Jahrhundert         | (Lage)   | PA00083497    | Inscrit      | 1983  | weitere Bilder |
| Maison Droit     | Herrenhaus, erbaut im 18. Jahrhundert | (Lage)   | PA00083498    | Inscrit      | 1988  | weitere Bilder |